# 18e armée (Japon)
Pour les articles homonymes, voir 18e armée.
La 18e armée (第18軍, Dai-jū-hachi gun) est une unité de l'armée impériale japonaise basée à Wewak sur l'île de Nouvelle-Guinée durant la Seconde Guerre mondiale.

## Histoire
La 18e armée est créée le 9 novembre 1942 sous le contrôle de la 8e armée régionale du groupe d'armées expéditionnaire japonais du Sud pour la mission spécifique de s'opposer aux débarquements alliés sur l'île de Nouvelle-Guinée. Elle est constituée de trois divisions : la 20e division, de Kyūshū, la 41e et la 51e de la région du Kantō.
La 20e et la 41e divisions arrivent en Nouvelle-Guinée sans incidents. Cependant, la 51e, qui accompagne le commandant de l'armée, Hatazō Adachi, et son État-major, est attaqué par des avions ennemis alors qu'elle est en route depuis Rabaul pour Lae, lors de la bataille de la mer de Bismarck. Les huit transporteurs et les quatre destroyers sont coulés, entraînant la perte de 3 664 hommes, et seulement 2 427 hommes de la division sont sauvés.
L'opération Cartwheel, un plan des Alliés mis en œuvre à partir de mi-1943, coupe progressivement les lignes d'approvisionnement entre Rabaul et les forces japonaises du front. La marine impériale japonaise se retire de la campagne des îles Salomon, suivi de débarquements en Nouvelle-Bretagne et sur Aitape et Hollandia, en avril 1944.
Les forces d'Adachi souffrent terriblement de maladies tropicales comme la malaria, d'épuisement par la chaleur (en), et de malnutrition pendant toute la guerre en dépit des efforts d'Adachi pour mettre en place des champs de culture improvisés et auto-suffisants et en donnant la priorité des rations aux malades. Comme les munitions commencent à manquer, la plupart des commandants japonais effectuent une charge suicidaire banzaï plutôt que de se rendre.
En septembre 1945, à la fin de la guerre, la plupart des forces japonaises de la 18e armée ont été annihilées. Des 140 000 hommes initiaux, seuls 13 000 sont encore en vie. Ces survivants se rendent à la 6e division australienne au cap Wom, près de Wewak, en Nouvelle-Guinée. Ils sont détenus sur l'île Mushu avant d'être rapatriés au Japon.

## Commandement
|                   | Nom                                    | De              | À            |
| ----------------- | -------------------------------------- | --------------- | ------------ |
| Commandant        | Lieutenant-général Hatazō Adachi       | 9 novembre 1942 | 15 août 1945 |
| Chef d'État-major | Lieutenant-général Kane Yoshihara (ja) | 9 novembre 1942 | 15 août 1945 |